# Walter Putnam Blount
Walter Putnam Blount, čti blaunt (3. červenec 1900, Oak Park, USA – 16. květen 1992, Milwaukee, USA), byl významný americký ortopéd a dětský lékař. Výrazně přispěl k léčbě poruch růstu. Jeho jménem je nazývána Blountova nemoc (nazývaná také Erlacher-Blountův syndrom nebo Blountova tibia vara) a také chirurgické implantáty používané pro léčbu této nemoci, tzv. Blountovy skoby a Blountovy dlahy. Blountovy skoby a dlahy se používaji také pro léčbu nerovnoměrného růstu (diskrepancí) končetin jako alternativa k náročnější epifyziodéze. Přispěl také k forenzní medicíně, kde jako jeden z prvních chirurgů cíleně začal rozpoznavat zlomeniny u dětí jako možný příznak zneužívání. Přispěl také k léčbě skoliózy zavedením korekční spinální ortézy (anglicky Milwaukee brace), léčbě kostní tuberkulózy, osteomyelitidy, poliomyelitidy aj.

## Galerie

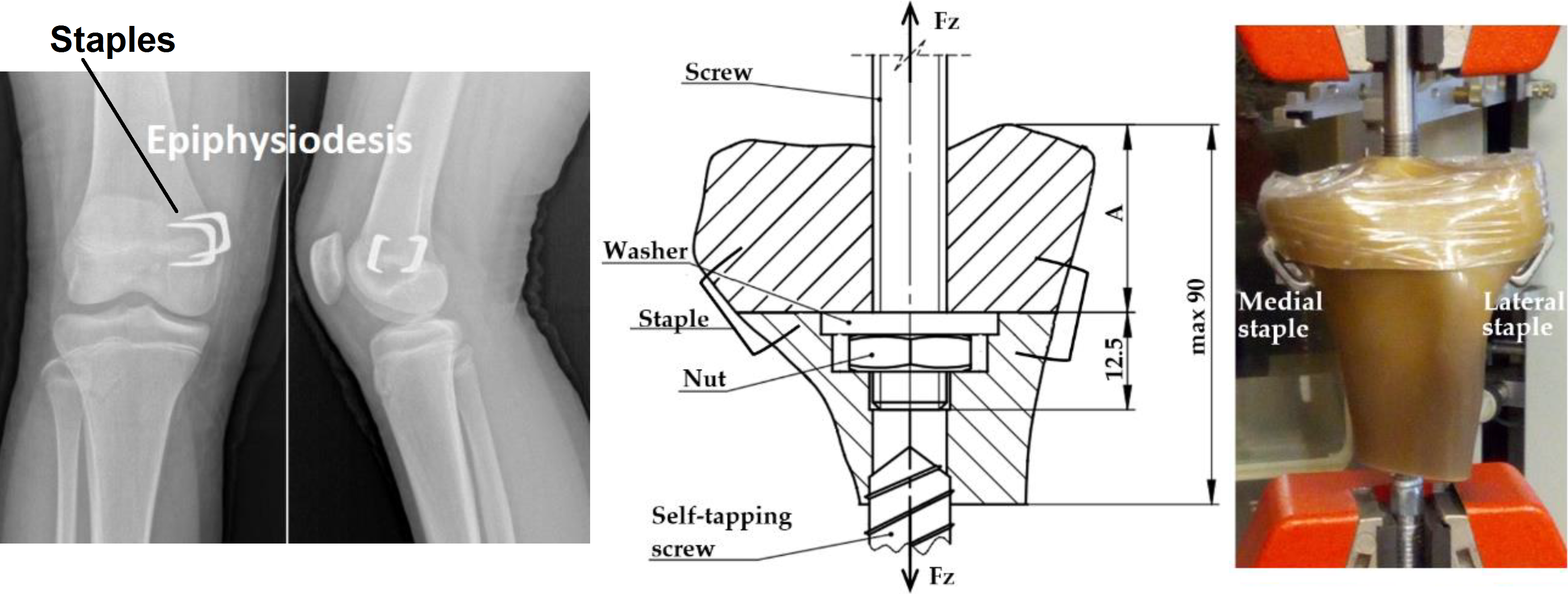
Chirurgická aplikace Blountových skob pro léčbu Blountovy nemoci a princip a provedení biomechanického testování.
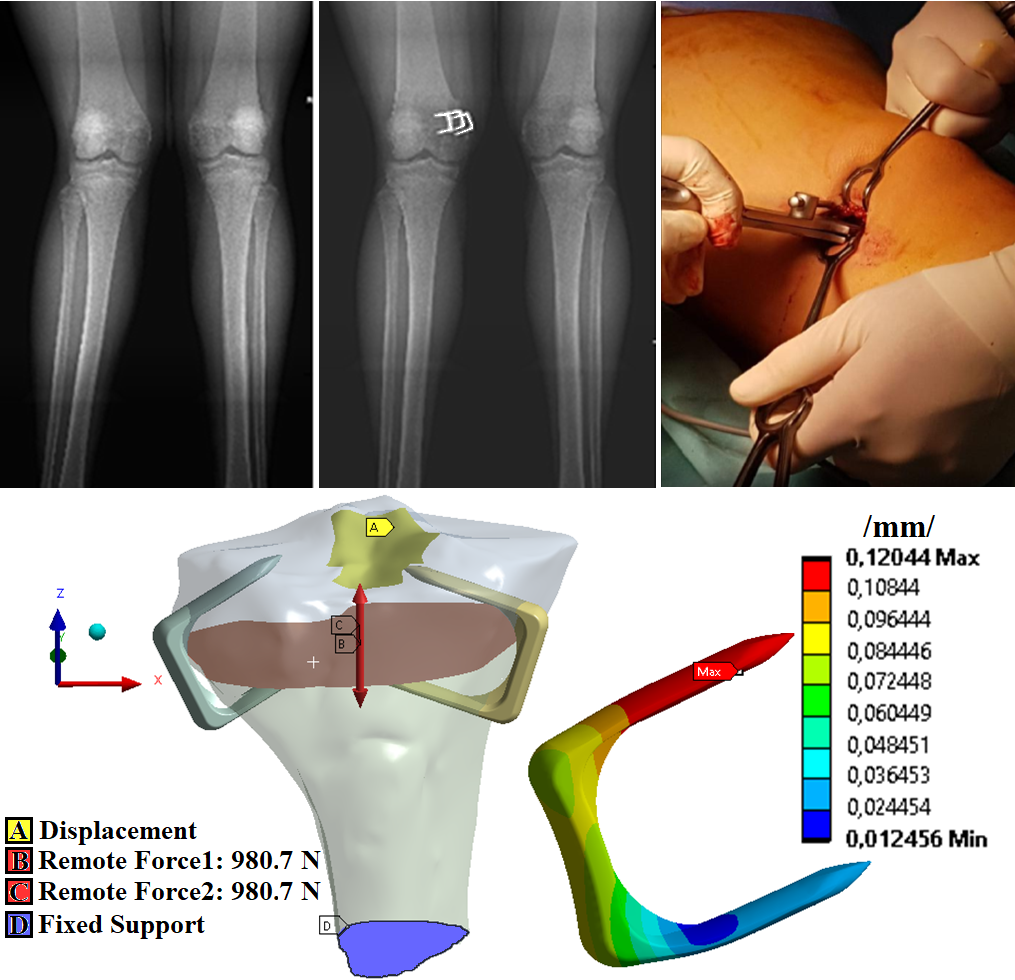
Chirurgická aplikace Blountových skob a výsledky numerického řešení pomocí metody konečných prvků.